# Война Госаннэн
Война Госаннэн (яп. 後三年の役 Госаннэн но эки, «Вторая трёхлетняя война»; 1083—1087) — вооружённый конфликт в Японии периода Хэйан между силами восставших самураев провинций Муцу (провинция) и Дэва под руководством Киёхары-но Иэхиры и Киёхары-но Такэхиро с одной стороны, и правительственными войсками под предводительством Минамото-но Ёсииэ и Фудзивары-но Киёхиры с другой.
Началась внутренняя борьба за власть внутри рода Киёхара, правителей северной Японии после войны Дзэнкунэн, которая постепенно переросла в полномасштабную войну, так как Фудзивару-но Киёхиру, который в то время был членом рода Киёхара, поддержал своими войсками Минамото-но Ёсииэ.
Война закончилась победой правительственных войск, ликвидацией рода Киёхара и возникновением новых правителей на севере Японии — рода Фудзивара из провинции Муцу во главе с Киёхирой. В ходе боевых действий особенно прославился Минамото-но Ёсииэ, который заложил в восточной Японии политико-хозяйственный и военный фундамент собственного рода Минамото.